# 辻成史
辻 成史（つじ しげぶみ、1933年1月6日- ）は、日本の美術史家。大阪大学名誉教授。専門は古代末期、ビザンティン・中世美術、図像学。

## 経歴
1933年、東京で生まれた。東京芸術大学美術学部芸術学科で学び、1958年に卒業。立教大学大学院文学研究科組織神学専攻に進学し、修士課程を修了。プリンストン大学に留学して1966年に博士号を取得。
清泉女子大学教授を経て、1977年大阪大学文学部助教授に就任。1989年、同文学部教授に昇格。1996年に大阪大学を定年退官し、名誉教授となった。その後は金沢美術工芸大学教授として教鞭を執り、2000年からは大手前大学人文科学部教授をつとめた。また、西宮市大谷記念美術館館長を務める。神戸市在住。

## 家族・親族
- 父：辻荘一は音楽学者。立教大学名誉教授。
- 兄：辻啓一（1923-1991）は化学者。また音楽評論家としても活動した。

## 著作
著書
- 『イデアの宿り：古典古代美術からビザンティン美術へ』新潮社 1996

共著編
- 『ミケランジェロ』新潮社(新潮美術文庫) 1975
- 『ジオット』新潮社(新潮美術文庫) 1976
- 『聖書の女性たち』(全集美術のなかの裸婦 5) 責任編集、集英社 1980
- 『聖山アトス』(世界の聖域 13) 高橋栄一共著、講談社 1981
- 『美のパースペクティヴ 先史岩面画からニュー・ペインティングまで』編、鹿島出版会 1989
- 『伝統：その創生と転生』編著 武田恒夫・安倍安人・松谷武判著、新曜社　2003
- 『視覚芸術の比較文化』(大手前大学比較文化研究叢書) 武田恒夫・松村昌家共編、思文閣出版 2004

訳書
- 『レンブラント：藝術家の福音の道』ヴィサー・トーフト（英語版）著、川上実共訳、新教出版社(新教新書) 1961
- 『美術の歴史』H・W・ジャンソン（英語版）著、木村重信共訳、創元社 1980
- 『ワーキング・スペース：作動する絵画空間』フランク・ステラ著、尾野正晴共監訳　福武書店 1989
- 『古代・中世の挿絵芸術：その起源と展開』クルト・ワイッツマン（英語版）著、中央公論美術出版 2007
- 『ローマ美術研究序説』オットー・J・ブレンデル（英語版）著、監訳、川上幸子・中村るい訳、三元社 2008

論文
- ＜辻成史